# لاکسار، هند
لاکسار (به انگلیسی: Laksar) یک منطقهٔ مسکونی در هند است که در بخش حاریدوار واقع شده‌است. لاکسار ۱۷ کیلومتر مربع مساحت و ۵۰٬۴۵۰ نفر جمعیت دارد و ۲۸۷ متر بالاتر از سطح دریا واقع شده‌است.